# Liste der Baudenkmäler in Finsing
Auf dieser Seite sind die Baudenkmäler in der oberbayerischen Gemeinde Finsing zusammengestellt. Diese Tabelle ist eine Teilliste der Liste der Baudenkmäler in Bayern. Grundlage ist die Bayerische Denkmalliste, die auf Basis des Bayerischen Denkmalschutzgesetzes vom 1. Oktober 1973 erstmals erstellt wurde und seither durch das Bayerische Landesamt für Denkmalpflege geführt wird. Die folgenden Angaben ersetzen nicht die rechtsverbindliche Auskunft der Denkmalschutzbehörde.
 Die Liste gibt den Fortschreibungsstand vom 24. November 2016 wieder und umfasst vier Baudenkmäler.

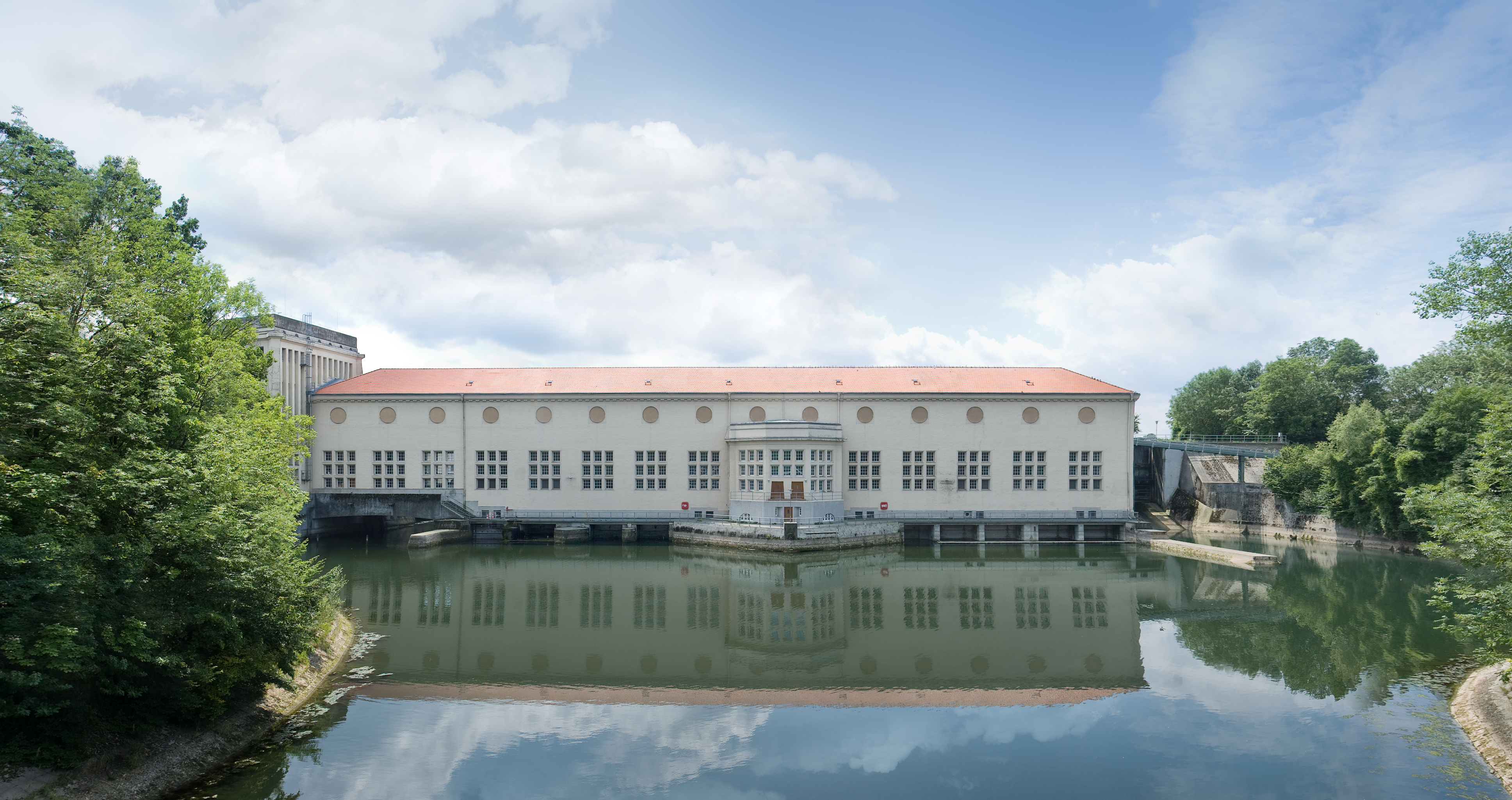
Wasserkraftwerk in Neufinsing

## Baudenkmäler nach Ortsteilen

### Finsing
| Lage                           | Objekt                              | Beschreibung                                                                      | Akten-Nr.             | Bild                                |
| ------------------------------ | ----------------------------------- | --------------------------------------------------------------------------------- | --------------------- | ----------------------------------- |
| St.-Georg-Weg 1 (Standort)     | Katholische Pfarrkirche St. Georg   | Barocker Saalbau auf älteren Fundamenten, von Hans Kogler, 1688; mit Ausstattung. | D-1-77-118-1 Wikidata | weitere Bilder                      |
| Nähe Schwabener Weg (Standort) | Feldkapelle in gotisierenden Formen | Errichtet 1885, im Kern angeblich 1712.                                           | D-1-77-118-2 Wikidata | Feldkapelle in gotisierenden Formen |

### Neufinsing
| Lage                      | Objekt                                | Beschreibung | Akten-Nr.             | Bild                                  |
| ------------------------- | ------------------------------------- | --- | --------------------- | ------------------------------------- |
| Nähe Seestraße (Standort) | Ehemalige Ortskapelle, Lourdeskapelle | Kleiner Satteldachbau mit Dachreiter, errichtet 1911. | D-1-77-118-4 Wikidata | Ehemalige Ortskapelle, Lourdeskapelle |
| Seestraße 3 (Standort)    | Wasserkraftwerk Finsing               | 1921–24 als zweite Stufe der Kraftwerkstreppe Mittlere Isar errichtetes Wasserkraftwerk der Bayernwerke AG (vormals Mittlere Isar GmbH), architektonische Gestaltung durch Otho Orlando Kurz, München, in Formen eines reduzierten Klassizismus; der umfangreiche Betriebskomplex unter anderem bestehend aus dem Pförtnerhaus mit Pfeilervorhalle, dem monumentalen, quer zum Betriebskanal gelagerten Maschinenhaus, die Oberstromfassade mit Rundfenstern, die Unterstromfassade mit zu Dreiergruppen zusammengefasster Befensterung und polygonalem Vorbau (vormals Schaltwarte); anschließend sogenannter Turm, kubischer Bau mit kräftiger Lamellengliederung und kantigem Aufsatz, bezeichnet mit „O. O. Kurz“; mit Ausstattung (u. a. zwei liegende Francis-Turbinen der Fritz Neumeyer AG, München, 1923 und 1924, ein Schorch-Drehstromgenerator); Pförtnerhaus, langgestreckter erdgeschossiger Walmdachbau mit Pfeilervorhalle. | D-1-77-118-3 Wikidata | weitere Bilder                        |